# جون ليون (لاعب كريكت)
جون ليون (17 مايو 1951 في المملكة المتحدة - 2010 في جنوب أفريقيا) (بالإنجليزية: John Lyon)‏ هو لاعب كريكت بريطاني. لعب مع نادي مقاطعة لانكشر للكريكت ‏.

## وصلات خارجية
- جون ليون على موقع إي آس بي آن كريك إنفو (الإنجليزية)